# Vitkovac (Kraljevo)
Vitkovac (Servisch cyrillisch Витковац) is een plaats in de Servische gemeente Kraljevo. De plaats telt 831 inwoners (2002).